# 社會污名
社会羞辱（英語：Social stigma）又稱為社會恥辱、社會羞恥或社會汙名，是指在社會關係中基於個體特徵而對某人的否定、不認同或不滿。這些狀況時常包括：不公正的待遇、疏远或排擠，並且可能對人產生有害的影響。

## 概述
英文中的羞恥（stigma）是一個希臘文詞語，其起源是用以指一種藉由切割或燒傷皮膚來紋身或標記罪犯、奴隸或叛徒的記號，以便將它們明顯地標示為據由瑕疵或道德污染的人。以避免这些人出現，特别是在公共場合中。社會羞辱能以許多不同的形式出現，包括文化、性別、種族、殘疾和疾病。受到羞辱的個人通常會感到與眾不同並且失去價值。
羞辱也可以指將一個人與一組他不想要的刻板印象或特徵貼上相關聯的標籤。一個人一旦被識別並標記，其他社會中的人很可能就會認為事情就是如此，而構成錯誤的認識，並且在他人察覺到「羞辱的屬性」之前，也就是認知到這是一種羞辱之前，這個人將繼續受到侮辱行為的影響。反之，在一個社會中被認為是不合適的人、事、物，卻可能是另一個社會中的常態。當社會將某個人分類到某些群體時，這些人就會因為被貼上標籤的人就會受歧視或可能導致某些身份的喪失。並且一旦文化的刻板印象被確立，社會就可能開始對這些群體形成某一種不切實際的期望，比如中國對於辱華的敏感態度，美國之音就專稿訪問台北的政治大學國際關係研究中心研究員宋國誠分析，在中國稱為“羞恥文化”的道德勒索大行其道，只要有不滿，就利用公然遊街、放大評論體型特徵等低質作法，來帶動社會攻擊情緒，不過加拿大學者沈榮欽指出，在歐美政治正確已經普及教育多年，大家都會盡量避免因為身份地位、長相風格分化他人的情況下，這種品頭論足的行為對西方個人來說是很嚴重的指控，本不太可能有故意侮辱的意圖。
遭受侮辱的人所產生的恥辱感可能會影響他們的行為，那些受到刻板印象束縛的人往往會開始依照羞辱他們的人所期待的方式行事。這不僅改變了他們的行為，還可能塑造他們的情感和信仰。被污名化的社會群體成員所面臨的偏見經常導致抑鬱與沮喪。這些羞辱會將一個人的社會認同置於像是低自尊的危險境地，也因為如此，身份理論的研究已經被高度重視。身份威脅理論（Identity threat theories）可以與標籤理論齊頭並進。
污名化群體的成員會意識到他們沒有受到同等的對待，並且知道自己可能受到歧視。研究表明：「到了10歲，大多數兒童都會意識到社會中對不同群體的文化刻板印象，而污名化群體中的兒童會在更年輕的時候就會意識到這類的文化刻板印象。」